# Beijing Bikini

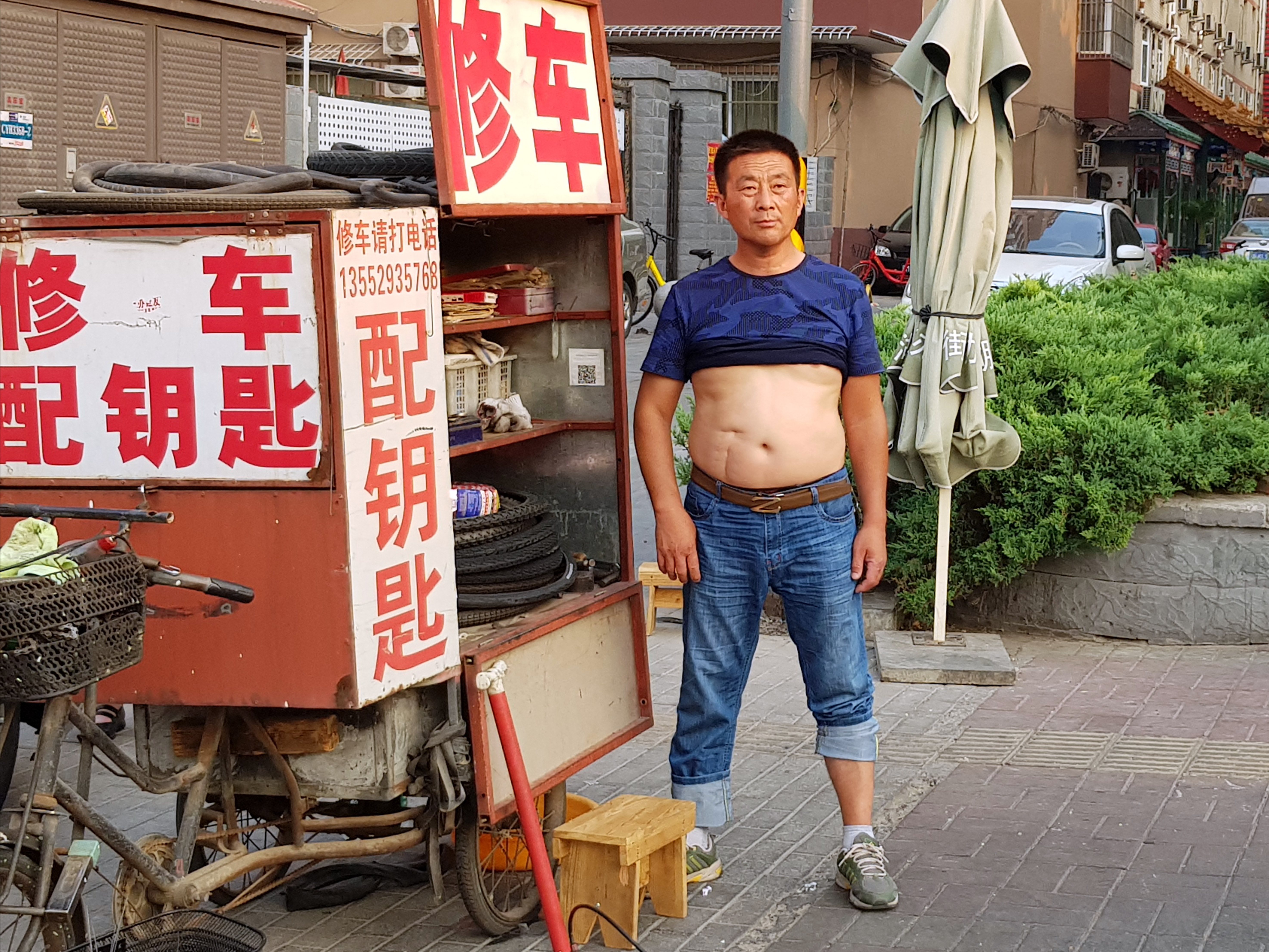
Mann mit Beijing Bikini in Peking, 2017

Beijing Bikini oder Peking-Bikini oder Bang Ye (chinesisch 膀爷, Pinyin bǎng yé, „entblößte Großväter“) bezeichnet die Gewohnheit von Männern in China, im Sommer bei großer Hitze ihr T-Shirt nicht auszuziehen, sondern lediglich bis unter die Achseln hochzurollen, um sich Abkühlung zu verschaffen. Obwohl dieser Brauch schon lange existiert, wurde die ironische Bezeichnung Beijing Bikini erst 2015 im Rahmen einer Fotochallenge auf Instagram international bekannt.

## Hintergrund

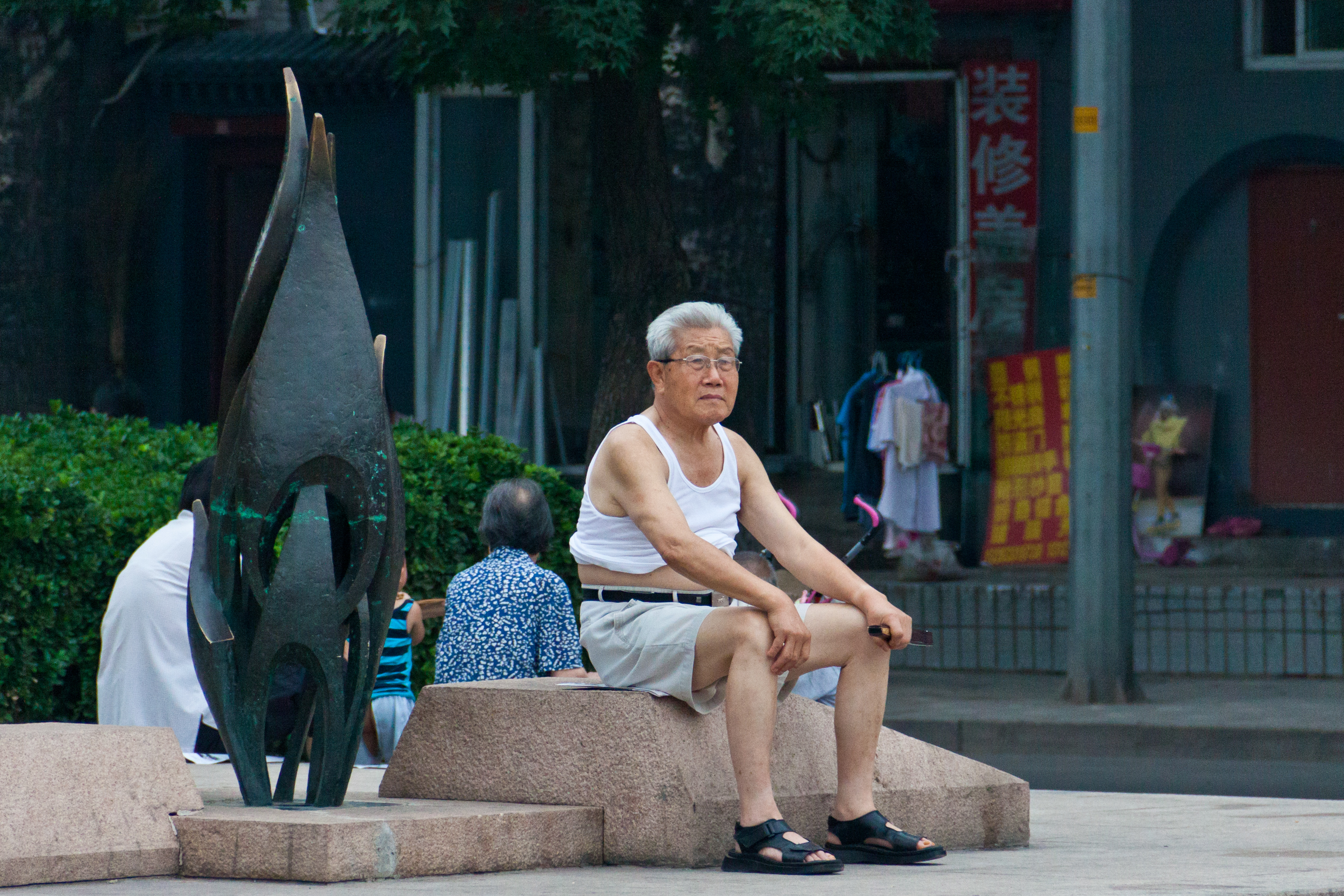
Mann mit Beijing Bikini im Huangchenggen Heritage Park in Peking

In der traditionellen chinesischen Medizin gilt der Bauch als Zentrum des Qi. Ihn bei großer Hitze zu entblößen soll helfen, überschüssige Wärmeenergie besser abzuleiten. Zugleich stellt das reine Entblößen des Bauches einen Kompromiss für das Schamgefühl dar, da man den Oberkörper nicht gänzlich entkleidet hat. Der Beijing Bikini ist in allen Bevölkerungsgruppen und Schichten verbreitet und üblich. Dieses gilt in China bei vielen als tolerierbares öffentliches Verhalten. Ursprung könnte sein, dass während der Kulturrevolution gutes Benehmen als „bourgeois“ galt und geächtet wurde. So hätten selbst Mao Zedong oder Deng Xiaoping stets ungeniert „schlechtes Benehmen“ in der Öffentlichkeit gezeigt.

## Namensentstehung
Obwohl diese Gewohnheit schon seit langem bekannt ist, gab es zunächst keinen speziellen Namen dafür. Die früher übliche Bezeichnung Bang Ye ist letztlich nur eine beschreibende Bezeichnung für entblößte, oberkörperfreie Männer. 2015 wurde im Rahmen einer Fotochallenge auf Instagram auf der von Auslandschinesen betriebenen Seite Instagramers Beijing aufgerufen, Fotos von „Peking-Bäuchen“ (englisch: Beijing bellies) zu posten. Hierbei verbreitete sich der satirische Hashtag #BeijingBikini, wodurch auch internationale Medien auf den Trend aufmerksam wurden.

## Kritik
Insbesondere Frauen fühlen sich durch den Anblick der nackten Männerbäuche belästigt, er gilt vielen zudem als unästhetischer Anblick. Politik und Medien versuchen daher seit längerem, diese Praxis zurückzudrängen. So wurde bereits 2002 eine Zeitungskampagne in Peking gestartet, um das Bild von entblößten Männerbäuchen zurückzudrängen. Im Vorfeld der Olympischen Sommerspiele 2008 versuchte die „Zentralkommission zur Förderung des kulturellen und ethischen Fortschritts“ des Zentralkomitees der Kommunistischen Partei Chinas erfolglos, den Beijing Bikini zusammen mit anderen „schlechten Angewohnheiten“ wie Spucken, Fluchen, Vordrängeln, öffentlichem Urinieren, Schlafen auf Parkbänken oder Schlürfen durch Kampagnen zurückzudrängen. Ähnliche Bestrebungen gab es im Vorfeld der Expo 2010.
2019 erließ die Stadtverwaltung von Jinan ein Verbot von „unzivilisiertem Benehmen“, unter anderem auch von Beijing Bikinis in der Öffentlichkeit. In Tianjin war zuvor ein Mann wegen öffentlichen Tragens eines Beijing Bikinis zu einer Geldstrafe von umgerechnet 7 Dollar verurteilt worden. Die Stadtverwaltung von Handan startete eine Kampagne mit Lehrfilmen, um die Bevölkerung von der Unangemessenheit des Beijing Bikinis zu überzeugen. 2020 verhängte die Stadtverwaltung von Peking unter anderem ein Verbot des Beijing Bikinis.
An diesen Verboten wurde aber auch Kritik laut. So äußerte Chen Tao, Vize-Dekan der Fakultät für Politik und Rechtswissenschaften an der Chinesischen Akademie der Sozialwissenschaften, dass das Tragen eines Beijing Bikinis nur eine geringe Regelüberschreitung sei und man Männer dafür nicht kriminalisieren solle. Er schlug stattdessen vor, die Bevölkerung vermehrt in der Erkennung von gutem und schlechtem Benehmen zu schulen und aufzuklären, um sie zu einem freiwilligen Verzicht des unästhetischen Brauchtums zu bringen.